# Impatiens dasysperma
Impatiens dasysperma är en balsaminväxtart som beskrevs av Robert Wight. Impatiens dasysperma ingår i släktet balsaminer, och familjen balsaminväxter. Inga underarter finns listade i Catalogue of Life.

## Bildgalleri

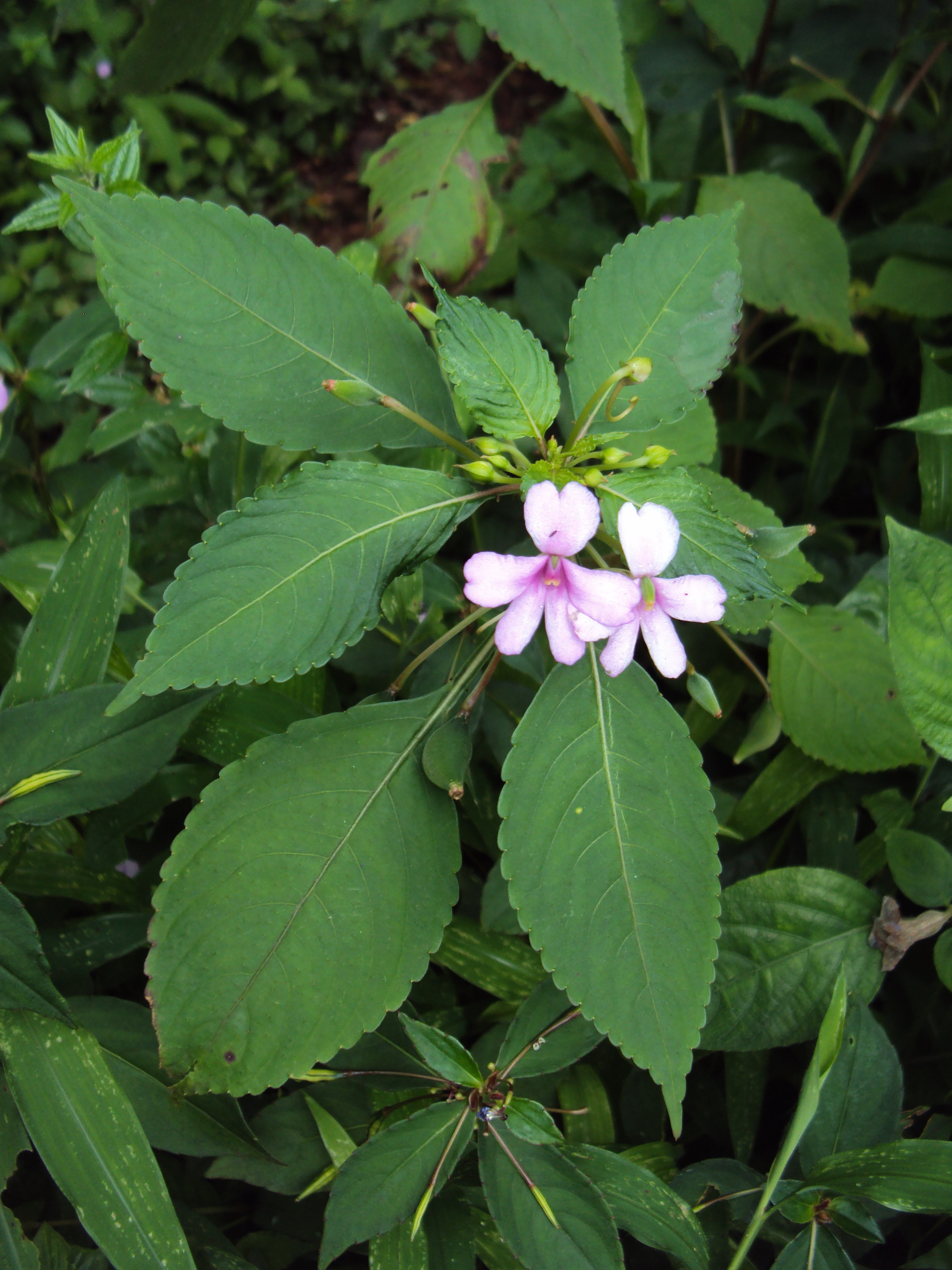
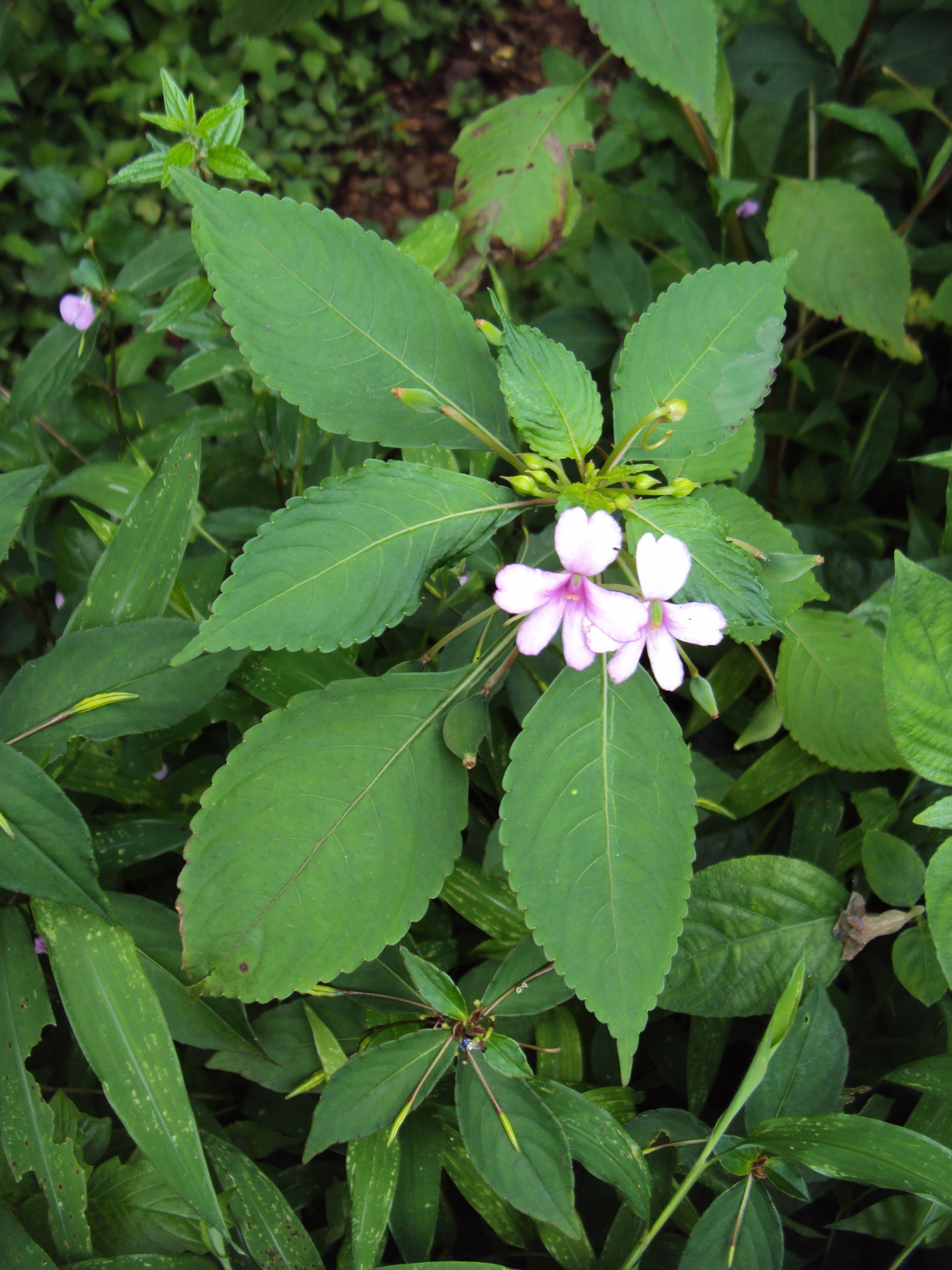